# Princesse de l'Altaï

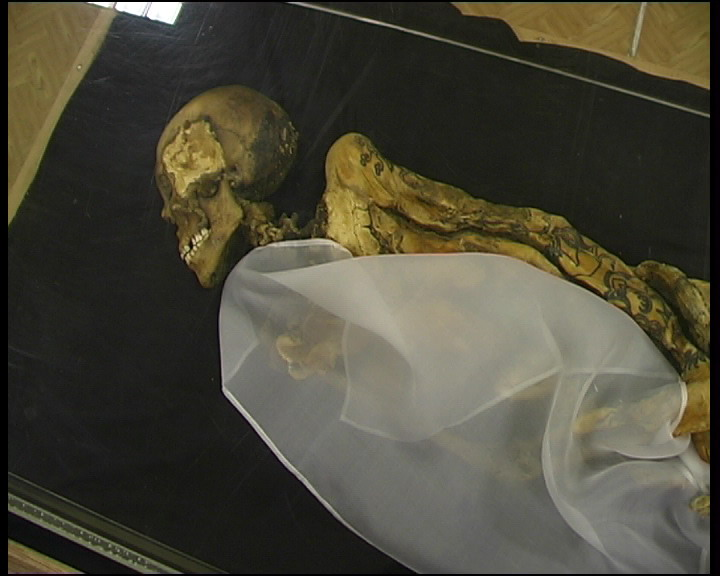
Momie de la « Princesse de l'Altaï »

La Princesse de l'Altaï (en russe : Алтайская принцесса), également appelée « Demoiselle de glace », Princesse de l'Oukok (en russe : Принцесса Укока), Devochka ou Ochybala (en russe : Очыбала, héroïne de l'épopée altaïque), est une momie d'une femme du Ve siècle av. J.-C., découverte en 1993 dans un kourgane de la culture pazyryk dans la République de l'Altaï, en Russie. Elle a été parmi les plus importantes découvertes archéologiques de la fin du XXe siècle en Russie. En 2012, elle a été déplacée dans un mausolée au Musée national de la République d'Altaï à Gorno-Altaïsk.

## Introduction

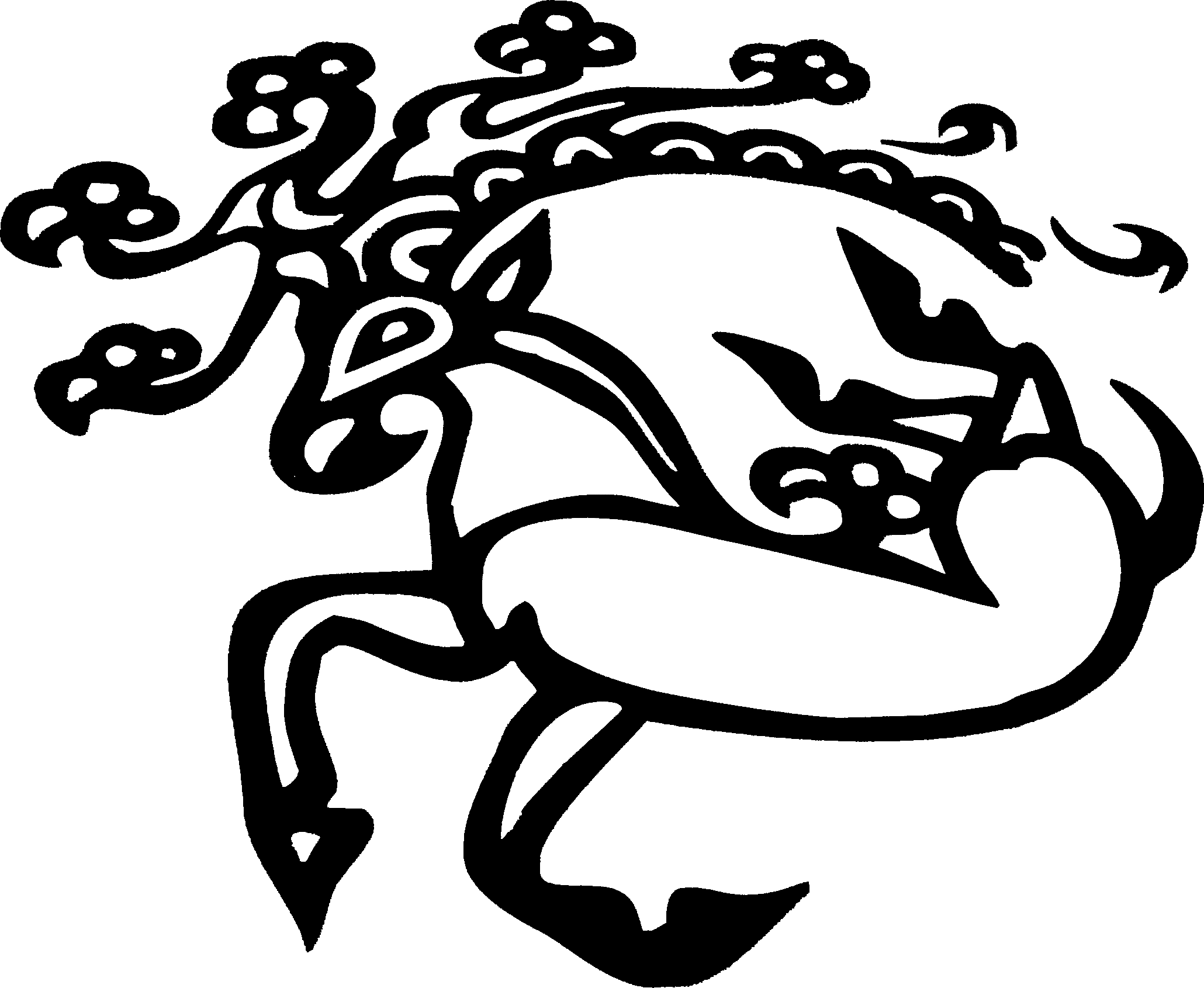
Le motif du tatouage trouvé sur le bras de la princesse de l'Altaï.

Les restes momifiés de la « Princesse de l'Altaï », une femme Scytho-Sibérienne qui vivait dans les steppes d'Eurasie au Ve siècle av. J.-C., ont été trouvés intacts dans une chambre funéraire souterraine. Natalia Polosmak et son équipe ont découvert la momie au cours de l'été 1993, quand elle était chercheuse principale à l'Institut russe de l'Archéologie et de l'Ethnographie de Novossibirsk. C'était  sa quatrième saison de travail sur le plateau de l'Oukok, où l'Institut poursuivait ses recherches sur les habitats anciens du sud de la Sibérie. Près de deux décennies plus tard, toujours peu de sources sont disponibles en anglais sur cette découverte importante : l'article de Polosmak dans National Geographic en octobre 1994, et un documentaire de la BBC (en 1997) mettant en vedette Polosmak et les membres de son équipe sont les plus instructifs et accessibles.

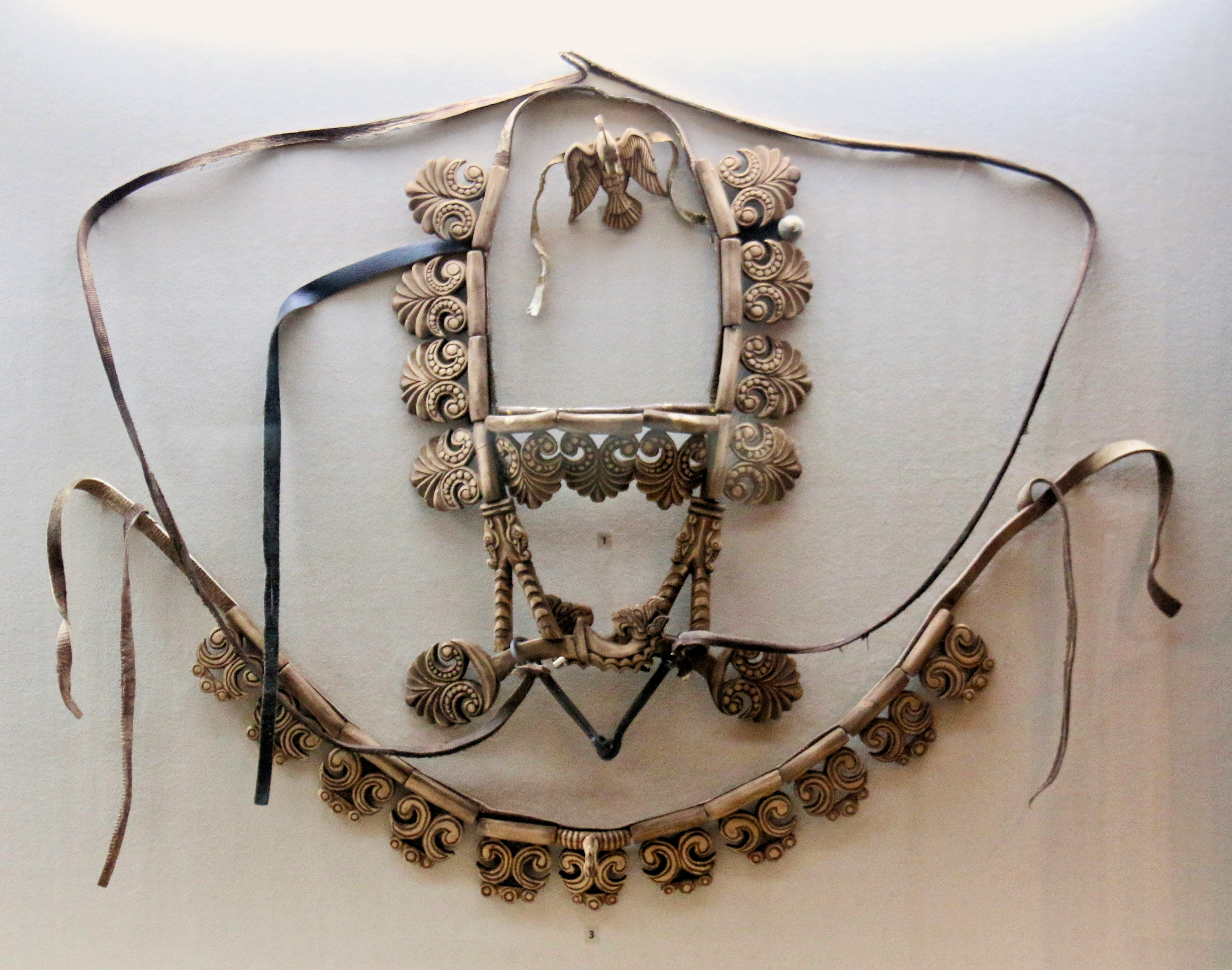
Les harnais des chevaux de la princesse de l'Altaï conservé au

La Princesse de l'Altaï était une représentante de la culture pazyryk qui a prospéré entre le VIe et le IIe siècle av. J.-C. dans la steppe sibérienne.
La tombe a été trouvée sur le plateau de l'Oukok, dans le raïon de Koch-Agatch, près de la frontière de la Chine, dans ce qui est maintenant la République de l'Altaï. Le plateau, dans les steppes d'Eurasie, est caractérisé par un climat dur et aride. La région est connue par la population locale comme la « deuxième couche du ciel », au-dessus des gens ordinaires et des événements. Aujourd'hui, les bergers de l'Altaï apportent encore leurs moutons et leurs chevaux sur le plateau pendant l'hiver, car le vent violent souffle la neige de l'herbe et fournit des pâturages pour les animaux, malgré les températures glaciales.

## Découverte et fouilles

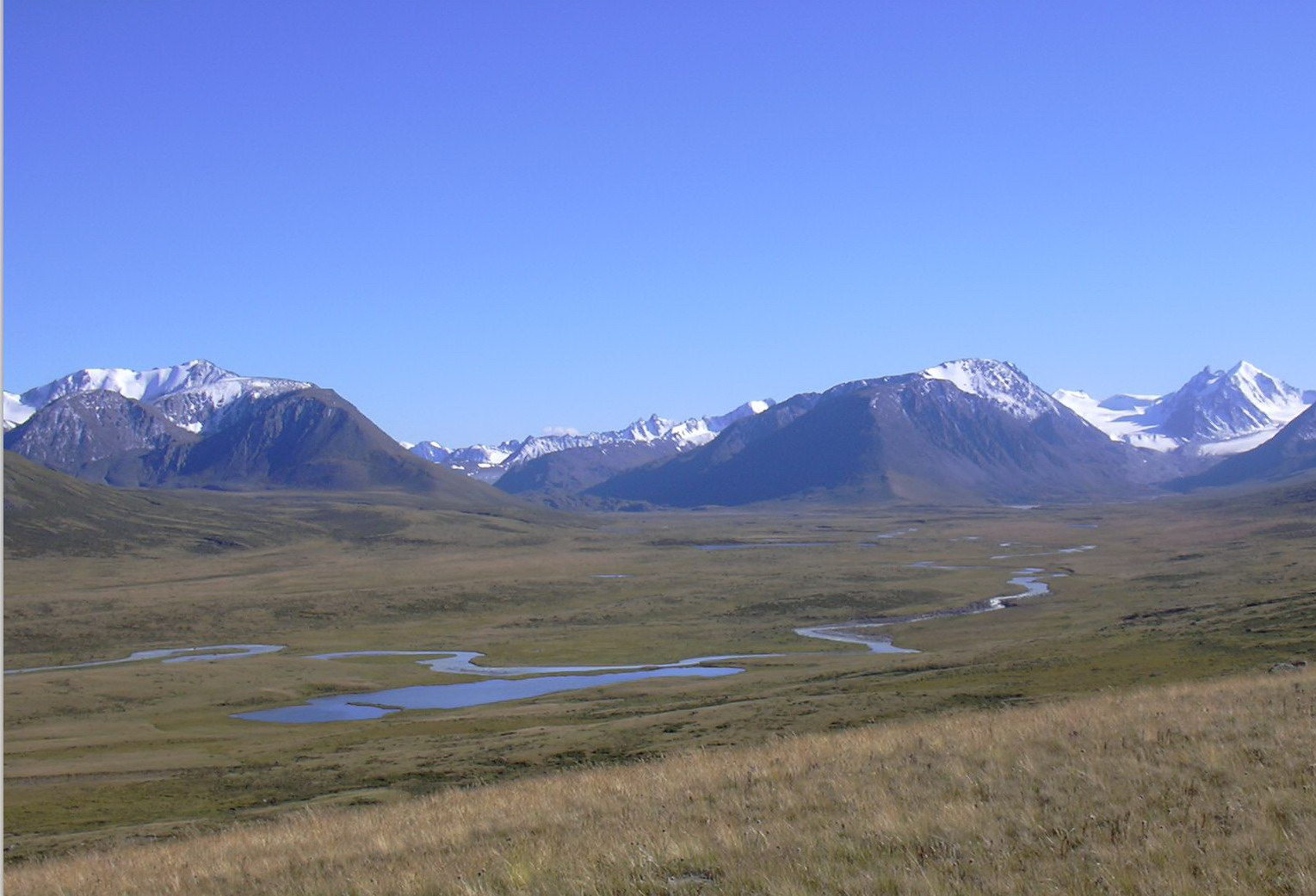
Le plateau de l'Oukok

L'archéologue russe Natalia Polosmak et son équipe ont été guidés par un garde-frontière, le lieutenant Mikhail Chepanov, vers un groupe de kourganes situé dans une bande de territoire contesté entre la Russie et la Chine. 
Un kourgane est un monticule funéraire rempli de petits sédiments et recouvert d'un tas de pierres ; en général, le monticule recouvre une chambre funéraire, qui contient une sépulture, avec à l'intérieur un cercueil en bois et des objets funéraires. Les chambres funéraires étaient faites à partir de rondins de bois entaillés pour former une petite cellule, qui peut avoir ressemblé aux abris d'hiver des semi-nomades. 
La chambre funéraire de la princesse de l'Altaï a été construite selon cette méthode, et le bois et les autres matières organiques ont permis de dater son inhumation. Un échantillon de bois prélevé sur les rondins a été analysé par un dendrochronologiste, et des échantillons de matière organique provenant des estomacs des chevaux ont également été examinés. Ils indiquent que la Princesse de l'Altaï a été enterrée au printemps, durant le Ve siècle av. J.-C..
Avant d'atteindre la chambre funéraire de la Princesse de l'Altaï, Polosmak et son équipe ont rencontré, positionnée au dessus dans le même kourgane, une seconde tombe, qui contenait un cercueil en pierre et en bois avec un squelette, et trois chevaux. Polosmak estime que cet inhumation secondaire a été faite par un autre groupe, peut-être des peuples soumis, qui considérait qu'il était honorable d'enterrer ses morts dans les kourganes pazyryk. 
Un accès creusé dans le kourgan indiquait que cette seconde tombe avait été pillée, et l'eau et la neige avaient infiltré la chambre funéraire de la Princesse de l'Altaï. À l'intérieur de la chambre, l'eau infiltrée avait gelé et a formé un bloc de glace qui n'a jamais complètement dégelé, comme le pergélisol, en raison du climat de la steppe, et à cause des rochers empilés sur le dessus du monticule qui l'ont abrité du soleil. Le contenu de la tombe est resté gelé pendant 2400 ans, jusqu'à la fouille de Polosmak.

## Chambre funéraire
À l'intérieur de la chambre funéraire de la « Princesse de l'Altaï » se trouvait son cercueil, fait d'un solide tronc de bois de mélèze, décoré avec des appliques de cuir représentant des silhouettes de cerfs. La chambre contenait également deux petites tables en bois en forme de plateau, qui étaient utilisées pour servir de la nourriture et de la boisson. De la viande de cheval et de mouton était placée sur les tables ; le résidu d'un produit laitier, peut-être du yogourt, a été trouvé dans un récipient en bois avec une poignée sculptée et un agitateur; et une boisson était servie dans une corne à boire pour désaltérer la  « Princesse de l'Altaï » lors de son voyage.
La « Princesse de l'Altaï » et ses chevaux étaient orientés avec leurs têtes vers l'est, comme c'est le cas dans d'autres sépultures Pazyryk. Elle avait entre 20 et 30 ans au moment de sa mort. Les causes de la mort sont restées inconnues jusqu'en 2014, quand de nouvelles recherches ont suggéré un cancer du sein, combiné avec les blessures subies lors d'une chute. La présence de cannabis dans un récipient à proximité du corps laisse à supposer que cette substance était utilisée pour soulager les douleurs chroniques de la femme. 
Les éléments trouvés dans sa chambre funéraire semblent indiquer qu'elle avait été élevée au rang de prêtresse dans sa communauté. La peau préservée de la Princesse de l'Altaï présente un tatouage d'un animal ressemblant à un cerf sur une de ses épaules, et un autre sur son poignet et son pouce. Elle a été enterrée dans un chemisier de soie tussah jaune, une jupe en laine rayée pourpre et blanc avec une ceinture à pompon, des jambières de feutre blanc, avec une fourrure de martre, un petit miroir de métal poli et de bois avec des silhouettes de cerf sculptées, et une coiffe de près d'un mètre de haut. La taille de la coiffe a nécessité un cercueil de 2,4 m de long environ. Elle avait une sous-structure en bois et était recouverte de feutre moulé et décorée de huit silhouettes félines sculptées et dorée à l'or fin. Il y avait des restes de graines de coriandre dans un plat en pierre, peut-être pour une utilisation médicinale.

## Controverse

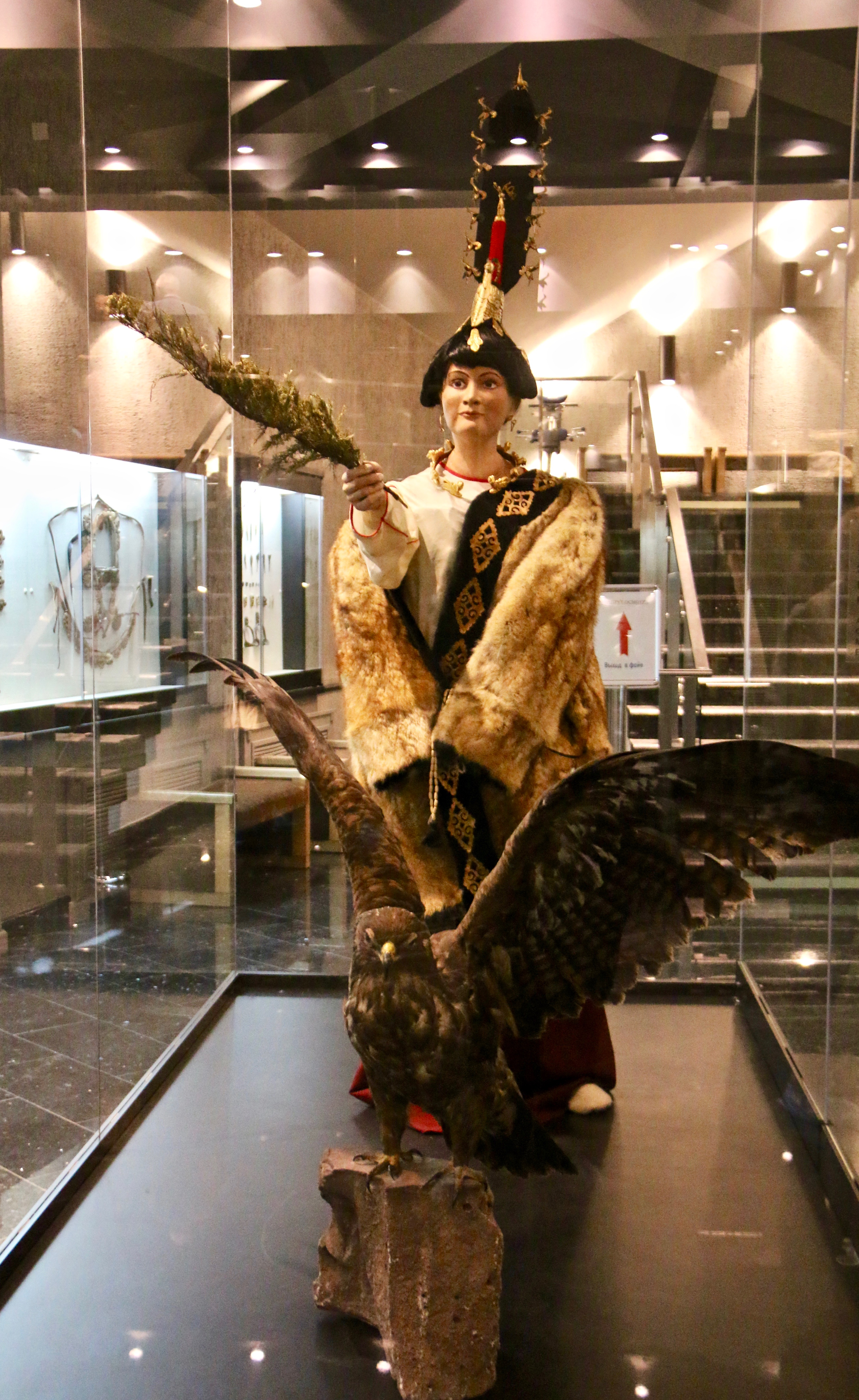
Reconstruction de la princesse des glaces.

La fouille de la « Princesse de l'Altaï » a été considérée comme problématique, en raison des méthodes utilisées pour faire fondre la glace et enlever les artefacts et le corps du cercueil. La momie a également été détériorée au cours de son transport du site de la fouille vers le laboratoire, bien que dans un espace réfrigéré, ce qui a entraîné la décoloration de ses tatouages.
Un différend est apparu entre les autorités russes et les habitants locaux, qui revendiquent la « Princesse de l'Altaï » et les autres kourganes pazyryk, . Dans les 19 années qui ont suivi sa découverte, elle a été conservée dans un institut scientifique à Novossibirsk.  
En 1998, l'ethnologue Svetlana Tiouchteneva, docteur en ethnologie et représentant une communauté autochtone altaï vient porter plainte auprès de la sous comission de l'ONU pour la protections des minorités afin d'obtenir le retour de celle qui est appelée «Ootschi-Bala» dans son pays.
En 2012, la momie a été retournée dans l'Altaï, où elle est conservée dans un mausolée au Musée National de la République d'Altaï dans la capitale de Gorno-Altaïsk. Les fouilles du site ont depuis été interdites, même s'il est soupçonné que de nombreux autres artefacts sont à l'intérieur de la tombe.
Une reconstruction du visage de la « Princesse de l'Altaï » a été faite à partir de son crâne, en s'appuyant également sur les mensurations des crânes, des traits du visage, et de l'épaisseur de la peau des habitants actuels de l'Altaï. L'artiste qui a créé la reconstruction, Tanya Balueva, a déclaré que la Princesse de l'Altaï « est un clair exemple du type caucasien, sans caractéristiques mongoles ». Rima Eriknova, le directeur du Musée Régional de l'Altaï, le conteste, estimant « qu'ils ont rendu la Princesse de l'Altaï complètement européenne ».
Des tests ADN ont confirmé[Comment ?] que la femme n'était pas étroitement liée aux peuples actuels de l'Altaï,  principalement originaires d'Asie de l'Est. Les peuples de la culture pazyryk sont maintenant considérés comme ayant des origines samoyèdes, avec des éléments des cultures de l'Iran Oriental et du Caucase.